# Министерство финансов Португалии
Министерство финансов Португалии отвечает за разработку и реализацию финансовой политики Португалии.

## История
- 1584 Совет суда должников
- 1761 Королевское казначейство
- 1788 Министерство финансов
- 1974 Министерство экономического координации
- 1980 Министерство финансов и планирования
- 1983 Министерство финансов
- 2002 Министерство финансов и государственного управления
- 2011 Министерство финансов

## Организационная структура
- Государственный министр финансов
  - Высший совет финансов;
  - Генеральный секретариат министерства финансов и государственного управления;
  - Генеральный Директорат по научным исследованиям и прогнозированию;
  - Генеральный директорат по европейским делам и международным отношениям;
  - Генеральная инспекция финансов;
- Государственный секретарь по вопросам бюджета
  - Генеральный директорат по бюджету;
  - Главное управление социальной защиты для сотрудников и агентов государственного управления;
  - Институт информатики Министерства финансов и государственного управления;
  - Генеральный директорат пенсий;
  - Департамент прогнозирования и планирования;
  - Государственное управление по Стандартам бухгалтерского учёта ;
  - Институт финансовой поддержки развития сельского хозяйства и рыболовства
- Государственный секретарь по вопросам финансов и финансов
  - Комиссия рынка ценных бумаг;
  - Национальный совет по рынку ценных бумаг;
  - Совет финансовых гарантий;
  - Генеральный директорат по наследствам;
  - Главное управление казначейства;
  - Фонд государственного долга;
  - Управление института государственного кредита;
  - Институт страхования Португалии;
  - Совет по реприватизации;
  - Португальский институт святого Антония в Риме;
  - Институт по поддержке малого и среднего предпринимательства;
  - Бюро управления и распоряжения жилищных активов государства;
  - Национальный жилищный институт
- Государственный секретарь по финансово-бюджетным вопросам
  - Генеральный директорат по налогам и сборам;
  - Главное таможенное управление по специальным налогам на потребление;
  - Генеральный директорат по вопросам информационных технологий и служб поддержки налоговых и таможенных органов;
  - Фонд регулирования стабилизации налогообложения ;
  - Стабилизационный фонд таможни.
- Государственный секретарь по вопросам государственного управления
  - Генеральный инспектор государственного управления;
  - Генеральный директорат по вопросам государственного управления;
  - Национальный институт директоров;
  - Государственное управление оперативных рамок вмешательства